# Тамим, Авад
Авад Мохамед Тамим (англ. Awadh Mohamed Tamim; род. 29 января 1984 Бунда, Мара, Танзания) — танзанийский боксёр-профессионал, выступающий в тяжёлой весовой категории.

## Карьера боксёра
Авад Тамим дебютировал на профессиональном ринге 12 июня 2003 года в Бейруте, победив, Самира Омари, для которого бой стал единственным в профессиональной карьере. 24 февраля 2007 года состоялся первый титульный поединок Авада против танзанийского боксёра Шабани Тампа (0-1), за титул чемпиона Танзании, который был санкционирован комиссией по профессиональному боксу Танзании. Тамим одержал победу. 24 марта 2007 года в Алмате состоялся поединок между Авадом Тамимом и российским боксёром Денисом Бахтовым за титулы чемпиона Азии по версии WBO и временного чемпиона Азии по версии PABA. Бахтов одержал победу техническим нокаутом в третье раунде.
30 июня того же года победил в первом раунде техническим нокаутом кенийского боксёра Тома Окуси и завоевал титул чемпиона по версии Восточной и Центральной Африканской профессиональной боксёрской федерации. 2 июня 2010 года проиграл техническим нокаутом в третьем раунде узбекскому боксёру Тимуру Ибрагимову в бою за титул интернационального чемпиона по версии IBA. 9 июля 2011 года в провёл свой последний бой против румынского боксёра Богдана Дину (5-0), проиграв тому нокаутом в 1-м раунде.
Спустя 10 лет 10 июля 2021 года вернулся в профессиональный бокс. Провёл 4 боя 2 выиграв и 2 проиграв.

## Карьера кикбоксера
13 ноября 2010 года в Латвии провёл бой против Константина Глухова, уступил нокаутом в первом раунде.